# Entre Ríos (Tarija)
Entre Ríos o San Luis de Entre Ríos es una localidad, distrito y municipio de Bolivia, capital de la provincia de O'Connor en el departamento de Tarija al sureste del país. Se encuentra a 110 km de la ciudad de Tarija, la capital del departamento homónimo. El municipio tiene una superficie de 6.406 km², y cuenta con una población de 21 991 habitantes (INE 2012).
Se localiza a 1.230 m s. n. m., en la confluencia del río Tambo y el río Pajonal. La ciudad está bordeada por una sierra montañosa de norte a sur y emplazada en un valle con forma de triángulo alargado de 10 km de longitud.

## Historia
El 10 de noviembre de 1832, durante el gobierno de Andrés de Santa Cruz, se creó la provincia de Salinas (actual provincia de O'Connor), de la cual San Luis (actual Entre Ríos) fue uno de sus seis cantones.
Posteriormente, el pueblo que era llamado San Luis, fue renombrado a Entre Ríos mediante la ley del 3 de diciembre de 1906, durante el gobierno de Ismael Montes.

## Clima
La temperatura media anual de Entre Ríos es de 20,9 °C y las precipitaciones anuales rondan los 1300 mm, concentrándose fundamentalmente en verano, de enero a marzo.
El clima de Entre Ríos es del tipo clima subtropical húmedo con invierno seco (Cwa) , de acuerdo con la clasificación climática de Köppen.
```
        
Climograma de Entre Ríos.
  
Fuente:
 GeoKLIMA
[
8
]
```

## Demografía
De acuerdo con el censo boliviano de 2024, la población del municipio de Entre Ríos es de 20 846 habitantes.
La población del municipio aumentó aproximadamente una quinta parte entre 1992 y 2024, mientras que la población de la localidad se ha más que duplicado entre 1992 y 2012:
| Año  | Habitantes (municipio) | Habitantes (localidad) | Fuente |
| ---- | ---------------------- | ---------------------- | ------ |
| 1992 | 17.763                 | 1.854                  | Censo  |
| 2001 | 19.339                 | 2.418                  | Censo  |
| 2012 | 21.378                 | 4.044                  | Censo  |
| 2024 | 20.846                 |                        | Censo  |

La región de Entre Ríos es una de las principales zonas de asentamiento del pueblo guaraní, que han habitado la cuenca del Paraná desde hace miles de años.

## Transporte
Entre Ríos se encuentra a 106 km por carretera al este de Tarija, la capital departamental.
Tarija se encuentra en la ruta troncal Ruta 1, que cruza el Altiplano boliviano de norte a sur y conduce desde Desaguadero en la frontera con Perú a través de las ciudades de El Alto, Oruro y Potosí hasta Bermejo en la frontera con Argentina. Ocho kilómetros al sureste de Tarija, la Ruta 11 se bifurca hacia el este, la cual conduce por Junacas Sur hasta Entre Ríos y luego sigue por Palos Blancos, Villamontes e Ibibobo a Cañada Oruro en la frontera con Paraguay.

## Reseña histórica

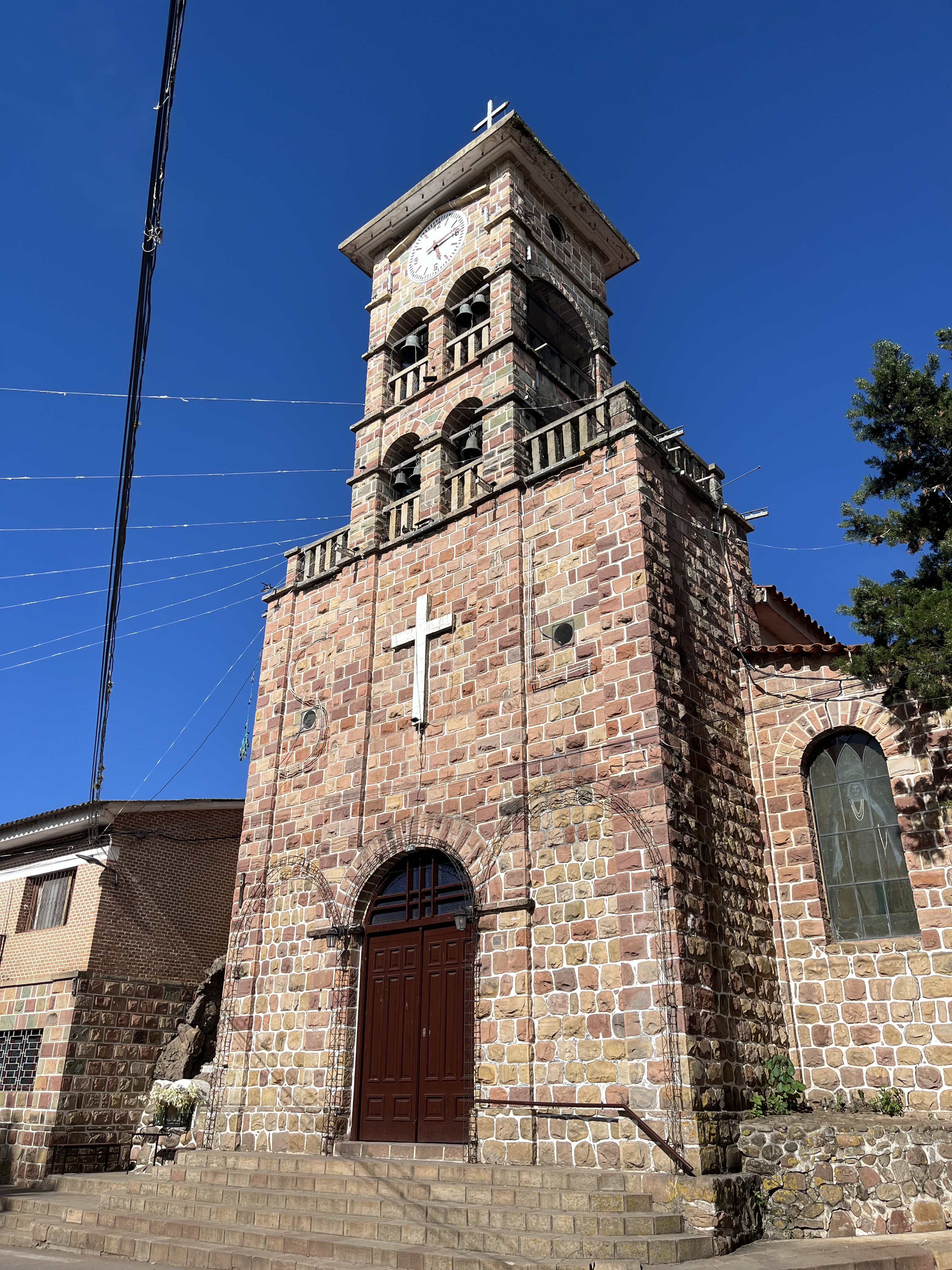
Iglesia San Luis, en la plaza principal de Entre Ríos.

El pueblo de Entre Ríos fue fundado a inicios del siglo XVII y refundado en tres ocasiones a lo largo del siglo XIX, en sus inicios sufrió arrasamientos por chiriguanas.
- La Nueva Vega de Granada, El Capitán Don Juan Porcel de Padilla, se presentó en la Villa de San Bernardo de Tarija en 1616, acompañado por su hijo mayor, Don Juan Porcel de Peralta, solicitó como heredero universal de Luis de Fuentes y Vargas, vastas concesiones, de manera que el Cabildo de Tarija lo reconoció como Corregidor, 1616 prestó juramento en la Villa, de inmediato comenzó a organizarse para exploraciones y fundaciones. La primera población que fundó tras su marcha al Paraguay, fue en la región bautizada como Valle de las Salinas y la fundó como “La Nueva Vega de Granada” el 6 de julio de 1616; Esta estaría a 25 leguas de la Villa de Tarija, fue poblado por más de 60 españoles, numerosos indios churumatas, tomatas y guaraníes, posteriormente algunos esclavos negros, espiritualmente fue poblado por misioneros franciscanos. Porcel de Padilla repartió tierras a cada poblador para conformar el damero, y también entregó animales, alimentos, semillas, armas y municiones.
- San Luis, renombrada el 25 de agosto de 1800.
- Villa de San Carlos,  renombrada el 3 de julio de 1872.
- San Luis de Entre Ríos,  renombrada el 10 de noviembre de 1832.

Denominaciones de la región:
- Yuqui, llamado así por los chiriguanos a gran parte de la actual provincia.
- Valle de Salinas, bautizado así por los exploradores españoles.

Durante el periodo de su establecimiento, el pueblo de Entre Ríos frecuentemente fue víctima de la destrucción ocasionada por tribus, entre ellos, la historia destaca el Primer Arrasamiento sucedido en 1616 a solo meses de su fundación.[cita requerida] En el segundo arrasamiento del 16 de mayo de 1735, los chiriguanos asesinaron al padre Julián de Lizardi junto con otros pobladores mientras se celebraba el acto de la misa.